# 電網儲能

電網儲能簡單圖示。

簡單圖示，顯示設有電網儲能或未有電網儲能，於24小時內的供電狀況。

電網儲能（英語：Grid energy storage)，也稱為大規模儲能（英語：large-scale energy storage）是在輸電網路內大規模儲能方法的總稱。在電力充足且廉價時（特別是產自間歇性再生能源，例如風能、潮汐能和太陽能的電力）或電力需求較低時將多餘電能儲存，在需求較高時再送回電網，且收取較高的電價。截至2020年，全球最大的電網儲能形式是築壩式水力發電，包含常規水力發電，加上抽水蓄能發電兩種。
由於電池儲能技術已有長足進展，使得商業上可行的項目能在電力生產高峰期間將其儲存，然後在需求高峰期間釋放，也會在發電廠發生意外，電力產量下降時釋放，而為需量反應較慢的發電能源爭取啟動運行所需時間。綠氫是透過再生能源或碳排放相對較低的能源產生的電力，進行水電解而產生，就資本支出而言，綠氫是比抽水蓄能發電或是電池儲能更為經濟的長期儲能手段。
有兩種電網儲能的替代方案 - 建立尖峰負載發電廠來填補供應缺口和需求量，將電力負載轉移到其他電力需求較低的時間產生。

## 優點
任何電網都必須將電力生產與消費相互匹配，但兩者會隨時間而有巨大變化。儲能和需量反應的任何組合都具有以下優點：
- 燃料發電廠（即使用煤炭、石油、天然氣、核能作為能源）在恆定的生產水準下會更有效率、且容易運作
- 間歇性能源產生的電力可先儲存，並在以後使用，否則必須將其傳輸到其他地方出售或是將之關閉
- 尖峰負載發電或是尖峰傳輸容量可透過建立儲能設備，加上延遲負載的方式來降低（請參閱能源需求管理），而節省設置前述容量的資本支出
- 更穩定的電費定價 - 儲能或需求管理的成本包含在定價中，因此向客戶收取的電價會變動較小，或（如果法律要求電價保持穩定）公用事業公司在需求達到尖峰時必須從鄰國進口價格更為昂貴的電力
- 緊急應變 - 即使沒有輸電或發電，也能可靠滿足基本需求，同時非必要需求將被延後處理。

太陽能、潮汐能和風能三者在本質上會在時間尺度中有變化，維持的時間從幾分鐘到幾週或更長時間不等 - 產生的電量隨著一天中的時間、月相、季節和天氣等隨機因素而變化。因此如果電力公司不具儲能能力會有特殊的挑戰。將許多獨立的風能發電廠連結可將整體變化降低，但太陽能光電在夜間無用武之地，潮汐能則會隨月亮的軌跡而變化（潮汐每天會有四次低潮）。
公用事業在夏季電力需求產生高峰時，通常可利用更多的太陽能以滿足需求。在冬季電力需求產生高峰時，當時較多的風能在較小程度上可與供暖需求匹配，滿足部分需求。當太陽能和風能發電容量超過總發電量約20-40%之時，往往需要額外的投資來將其納入電網、建設電網儲能或進行需求管理。
如果電網中並未設置儲能裝置，依賴燃料（煤炭、生物質、天然氣、核能）的發電容量必須按比例放大和縮小，以匹配間歇性電力的上升和下降（參見遵循電力變動發電廠 ）。雖然水力發電廠和天然氣發電廠可根據需求快速擴大或縮小發電規模，但風電、煤炭和核電廠需要相當長的時間才能完成反應。因此具有天然氣或水力發電較少的公用事業公司更依賴需求管理、電網互連或昂貴的抽水蓄能發電。
法國顧問公司Yole Développement估計全球到2023年，"定點儲能"市場可帶來135億美元的生意機會，而此市場於2015年的規模還不到10億美元。

### 需求管理和電網儲能

信息摘自"電力生產和消費的單位和規模感"，這篇文章的目的為幫助讀者理解電力生產和消費的單位和規模。

需求方還可將電網提供的電力儲存，例如為純電動車和儲熱電暖器充電、區域供暖儲能或儲冰儲能以為建築物提供所需。目前前述的做法僅將一天中的非高峰用電儲存下，也未將電力返還電網。
智慧型電表的效益之一 – "需求端分時電價"可降低電網儲能的必要性。 家庭用戶可選擇較低電價的離峰時段來洗滌衣物、使用洗碗機、淋浴和烹飪。 同樣的，商業和工業用戶也可將部分生產移至離峰時段來達到節省成本的目的。
風力發電量的不可預測性所造成區域影響，催生出"互動式需量反應"新需求，這種方式讓電力公司可與用戶需求進行溝通。以往這類做法僅限於與大型工業用戶合作，但現在則能擴大到整個電網的用戶。例如歐洲的一些大型項目將風力發電的變化與工業食品冷凍庫的負載變化連結起來，以對溫度做微小調整。如果在整個電網內進行溝通，那麼在暖氣/空調溫度進行微小變化將可立即改變整個電網的耗電量。
美國能源部於2013年12月發佈的一份報告進一步描述儲能和需求管理對電網的好處："進行電力系統現代化將有助於國家應對能源需求的挑戰，包括整合更多再生能源和提高不可再生能源生產的效率來應對氣候變化。電網若要進步，必須保持強大且有韌性的電力輸送系統，同時改進營運能力、降低成本、提高可靠性，並延遲和減少在基礎設施的投資。最後，由於儲能設施能夠提供備用電源以及電網穩定服務，因此對於緊急應變具有關鍵性的功能。"此份報告由美國電力辦公室、ARPA-E、美國科學辦公室、美國能源效率和再生能源辦公室、桑迪亞國家實驗室和西北太平洋國家實驗室的核心開發人員小組合力撰寫，這些單位都在從事電網儲能的開發工作。

### 電網儲能應用
儲能設施是電網的寶貴資產。它們可提供負載管理、電力品質和不斷電系統等優勢和服務，以提高效率和供電安全。這對於能源轉型以及對更有效率和永續的能源系統變得越來越為重要。
許多儲能技術（抽水蓄能、電池、液流電池、飛輪儲能、雙電層電容器等）都適合電網規模應用，但各有其特點。例如抽水蓄能因其大容量和發電能力，非常適合大容量承載應用。然而適合抽水蓄能的地點有限，僅為處理局部電力品質問題時，這種儲能的用處就不大。另一方面，飛輪和電容器在維持電力品質方面最有效，但缺乏大型應用的容量。這些限制是對儲能適用性的自然限制。
一些研究報告激發人們的興趣，並調查不同最佳能量儲存的適用性或選擇。根據當前已有項目以比較最先進儲能的用途。另有研究則進一步評估彼此的儲能能力，並採多個標準對它們的適用進行排名。另一篇論文透過對儲能等效電路的研究和建模提出一種評估方案。一些研究也提出索引方法，但仍處於新開發階段。為獲得併網儲能系統更大的經濟潛力，有必要針對儲能系統的一個或多個應用提供多種服務的組合。經過此，能透過單一儲能而實現多個收入來源，並提高利用率。其中兩例，一是反應頻率和儲備服務的組合，另一是利用用戶負載調整尖峰需求，以平緩電力供應。

## 儲能形式

### 空氣

#### 壓縮空氣
一種電網儲能方法是使用離峰或再生電力將空氣壓縮，然後儲存在舊礦井或其他特定地質中。當電力需求較高時，可使用少量天然氣將之加熱，促使壓縮空氣膨脹，驅動渦輪機發電。
壓縮空氣儲能的效率通常約為60–90%。

#### 液態空氣
另一種儲能方法是將空氣壓縮和冷卻，將其變成液態後儲存，需要時再予膨脹，轉動渦輪機發電，儲能效率高達70%。
於英國英格蘭北部正在建造一座商業液態空氣儲能工廠，

於2022年投入商業運作。該工廠的儲能容量為250百萬瓦時）（MWh），將比全球最大的鋰離子電池 - 位於南澳洲的霍恩斯代爾電力儲存的容量大上近一倍。

#### 壓縮二氧化碳
氣態二氧化碳可被壓縮，進行電網規模儲能。這種氣體非常適合此種角色，二氧化碳可在環境溫度下壓縮而液化。可無限期地儲存在高壓鋼瓶中，以便在需要時使用。

該技術的主要倡導者是新創公司Energy Dome，該公司於2022年在薩丁尼亞建造一座2.5百萬瓦/4百萬時示範工廠。公司聲稱往返效率為75%，預計儲存容量成本為220歐元/千瓦時，是鋰離子電池的一半。

### 電池

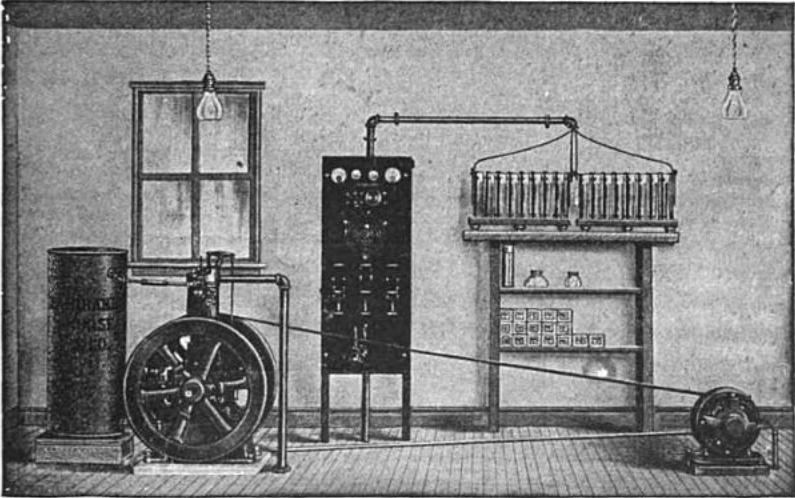
一部1917年製，採用16節獨立鉛酸蓄電池（32伏特）的900瓦直流發電機。

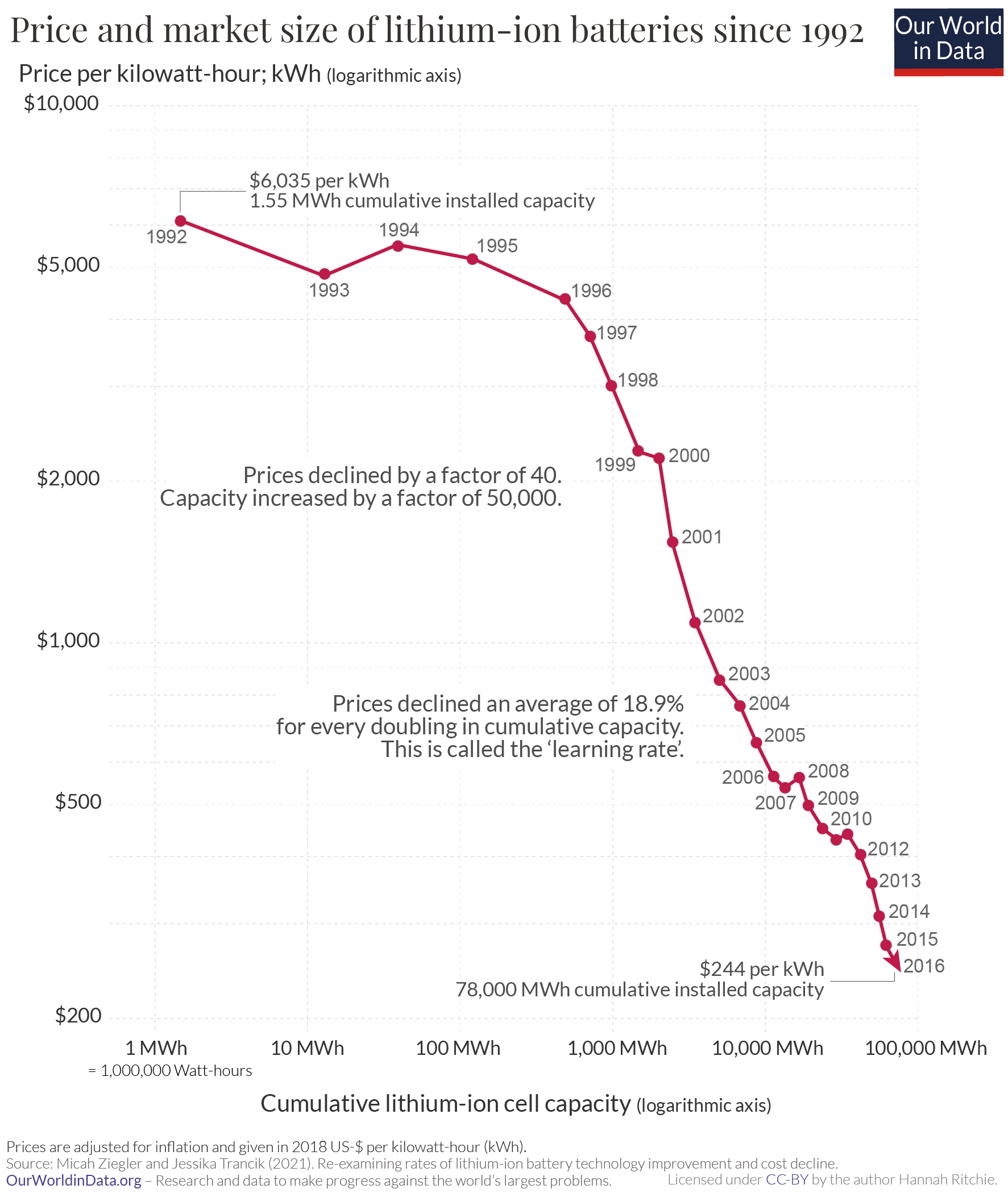
業界製造鋰離子電池的學習曲線，在過去三十年中，電池價格已下降97%。

早期曾使用電池來儲存直流電。在交流電網電源不易取得的地方，由風力發電機或內燃機運轉的獨立發電設備為小型馬達提供電力及照明之用。電池系統可於不啟動引擎或無風時運行，提供負載。使用較新的鋰離子電池，其效率通常約為80%至90%以上。
連接到大型固態轉換器的電池系統已被用於穩定配電網路。一些電網電池與再生能源發電廠位於同一地點，或是為平順間歇性風能或太陽能輸出的電力，或是在再生能源發電廠無法直接發電時將電力輸出（請參閱本文舉例部分） ）。這些混合系統（發電和儲能）可減輕電網的壓力，也可以實現自給自足並"離網"工作（請參閱獨立電力系統）。
固定式儲能電池不受質量或體積限制，與電動車應用相反。然而，由於涉及大量的能源和電力，每電力或能源單位的成本非常重要。評估電網規模儲能技術的相關指標是$/Wh（金錢/瓦特），而非Wh/kg（瓦時/公斤）。由於驅動電動車電池的改進，讓電化學電網儲能成為可能，電池的生產成本迅速下降到300美元/度（千瓦時）以下。主要工業利用優化生產鏈，將目標定為到2020年抵達150美元/千瓦時，但實際上已達到140美元/千瓦時。電池價格的下降速度一直超出大多數人的預期，預計到2021年將達到132美元/千瓦時。這些電池依賴鋰離子技術，適合行動應用（高成本、高密度）。針對電網，應注重每千瓦時的成本。磷酸鐵鋰電池因其成本低、規模大，且能量密度適合許多應用，而越來越多用於車輛和電網儲存。

#### 電網電池儲能技術
鈉離子電池是種鋰離子電池替代品，廉價且可持續，鈉比鋰更豐富、更便宜，但它的功率密度較低。然而此種電池仍處於早期發展階段。
汽車導向技術依賴固體電極，其具有高能量密度，但需要昂貴的製造過程。液體電極是一種更便宜且密度較小的替代品，因為它們不需任何處理。

##### 熔鹽/液態金屬電池
這類電池由兩種由電解質隔開的熔融金屬合金組成。它們製造簡單，但需要數百攝氏度的溫度才能讓合金保持液態。此技術包括一稱為ZEBRA的技術、鈉硫電池和液態金屬。日本和美國正在使用鈉硫電池進行電網儲存。>電解質由固體β氧化鋁組成。液態金屬電池由麻省理工學院教授唐納·薩多威領導的團隊開發。 麻省理工學院的衍生公司Ambri負責市場推廣，該公司目前已簽約為內華達州雷諾附近的TerraScale數據中心公司安裝首座250百萬瓦時的系統。

##### 液流電池
液流電池將電力儲存在液體中，例如室溫水溶液中的過渡金屬離子溶液。液流電池的優點是在2-4小時的充放電時段，或在使用壽命長 (多年)時，具有較低的建置成本。然而液流電池在能量效率方面不如鋰離子電池。 目前液流電池被部署於儲存來自風能和太陽能等間歇性再生能源生產的電力。
全釩氧化還原液流電池是技術和商業上最先進的液流電池。目前在不同地點安裝數十個此種電池系統，包括： 哈克式里山風電廠（澳大利亞）、北海道苫裡風力發電廠（日本），也有非風力發電廠應用。 桑丘風力發電廠（愛爾蘭）將安裝12百萬瓦時的此種液流電池。這些儲能系統的目的是將瞬態風速波動予以平順。

#### 舉例
在波多黎各，有一容量為20百萬瓦、可持續15分鐘（5百萬瓦時）的系統，用來穩定島上的電力。 於2003年，阿拉斯加州費爾班克斯安裝一27百萬瓦，可持續15分鐘（6.75百萬瓦時）鎳鎘電池組，以穩定長途輸電線路末端的電壓。.
一座由南加州愛迪生電力公司委建的特哈查皮能量儲存專案於2014年開始啟動。
於2016年，有將鋅離子電池用於電網儲存應用的建議提出。
於2017年，加州公用事業委員會在該州安大略的米拉洛馬變電站安裝396個冰箱大小的特斯拉電池組。這些電池部署在兩個模組中，每個模組容量為10百萬瓦（總共20百萬瓦），每個模組能夠運行4小時，而增加高達80百萬瓦時的儲存容量。此電池組能為15,000個家庭提供四個多小時的電力。
比亞迪建議使用傳統的消費性電池技術，例如磷酸鐵鋰（LiFePO4）電池，將許多電池並聯後運作。
美國最大的電網蓄電池有伊利諾州Grand Ridge發電廠的31.5百萬瓦電池和西維吉尼亞州Beech Ridge的31.5百萬瓦電池。 於2015年建造的兩個電池組為400百萬瓦時（100百萬瓦，4小時）南加州愛迪生電力公司專案和夏威夷考艾島的52百萬瓦時專案（將13百萬瓦太陽能發電廠的輸出完全轉移到晚上使用）。另有兩個電池組位於阿拉斯加費爾班克斯（使用鎳鎘電池，40百萬瓦，持續7分鐘）和德克薩斯州諾特里斯（使用鉛酸蓄電池，36百萬瓦，持續40分鐘） 。德國呂嫩正在建造由梅賽德斯-賓士集團Smart electric drive電動車淘汰電池組成的13百萬瓦時電池組，預計這種電池用於第二次服務的壽命為10年。
美國於2015年安裝221百萬瓦的電池儲能設備，預計2020年總容量將達到1.7吉瓦（Gw，十億瓦）。
英國於2018年在英格蘭東部哈特福郡安裝50百萬瓦鋰離子電網電池。 劍橋郡伯韋爾的50百萬瓦電池儲能開發案和南約克郡巴恩斯利的40百萬瓦電池儲能開發案於2021年2月開始建造。
特斯拉於2017年11月在南澳洲安裝100百萬瓦、129百萬瓦時的電池系統。澳洲能源市場營運公司表示，"此電池儲能與傳統同步發電機組相比，運作既快速又精確"。
| 技術                 | 移動部件 | 環境溫度 | 易燃性 | 含有毒物質 | 已在生產 | 含稀有金屬 |
| -------------------- | -------- | -------- | ------ | ---------- | -------- | ---------- |
| 全釩氧化還原液流電池 | 是       | 是       | 否     | 是         | 是       | 否         |
| 流體金屬電池         | 否       | 否       | 是     | 否         | 否       | 否         |
| 鈉離子電池           | 否       | 是       | 是     | 否         | 否       | 否         |
| 鉛酸蓄電池           | 否       | 是       | 否     | 是         | 是       | 否         |
| 鈉硫電池             | 否       | 否       | 是     | 否         | 是       | 否         |
| 鎳鎘電池             | 否       | 是       | 否     | 是         | 是       | 是         |
| 鋁離子電池           | 否       | 是       | 否     | 否         | 否       | 否         |
| 鋰離子電池           | 否       | 是       | 是     | 否         | 是       | 否         |
| 金屬空氣電池         | 是       | 否       | 是     | 否         | 否       | 否         |

### 電動載具

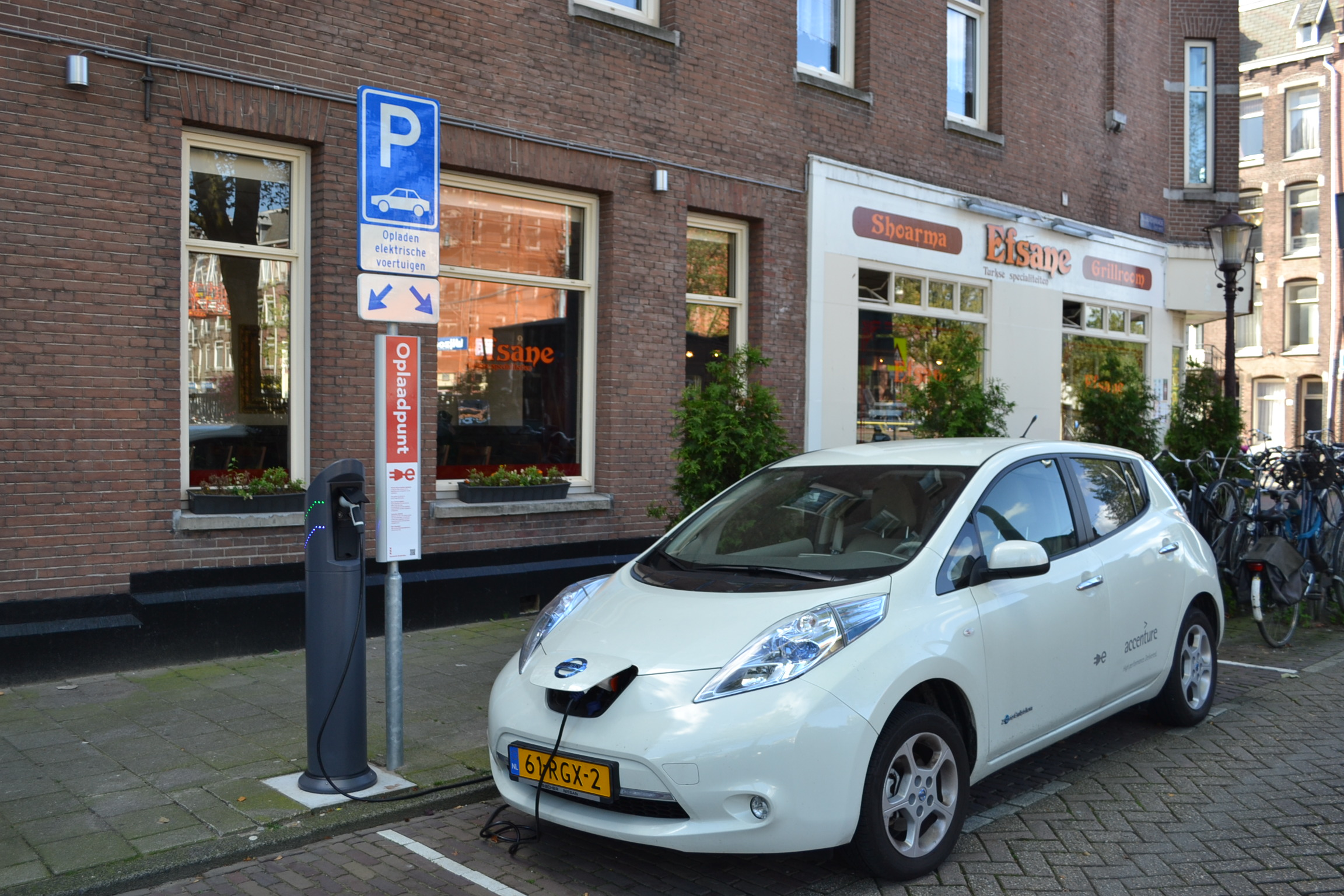
日本生產的日產Leaf於2015年榮登可上高速公路電動汽車的銷售冠軍。

各公司目前正在研究使用電動載具來滿足電力尖峰需求的可能性。停車並連接電源的電動載具可在高峰負載期間出售電池中的電力，並在夜間（在家）或非高峰期間充電。
插電式混合動力車或電動汽車可以因其具有儲電能力而被用於儲能用。可採V2G技術，將每輛配備20至50千瓦時電池組的車輛變成分散式負載平衡裝置或緊急電源。假設每個家庭年消耗電力為3,650千瓦時，表示平均家庭每天需要10千瓦時的電量，即每輛車可提供2到5天所需的電力。一些電力公司計劃使用舊的插電式混合動力車電池來儲存電力。但使用V2G儲能的一個很大缺點是每次儲存循環都會使電池經歷一次完整的充放電循環，而對其造成耗損。 然而一項主要研究顯示智慧使用V2G的儲能實際上可延長電池的使用壽命。傳統（含鈷）鋰離子電池會隨著循環次數的增加而耗損，新型鋰離子電池在每次循環中不會有明顯耗損，因此具有更長使用壽命。有種方法是在電網儲能中使用舊的汽車電池，這類電池預計將在十年內仍可發揮儲能的作用。如果大規模進行，那麼保證更換因使用而退化的車輛電池就變得更加容易，因為舊電池另具價值並且可立即使用。

### 飛輪

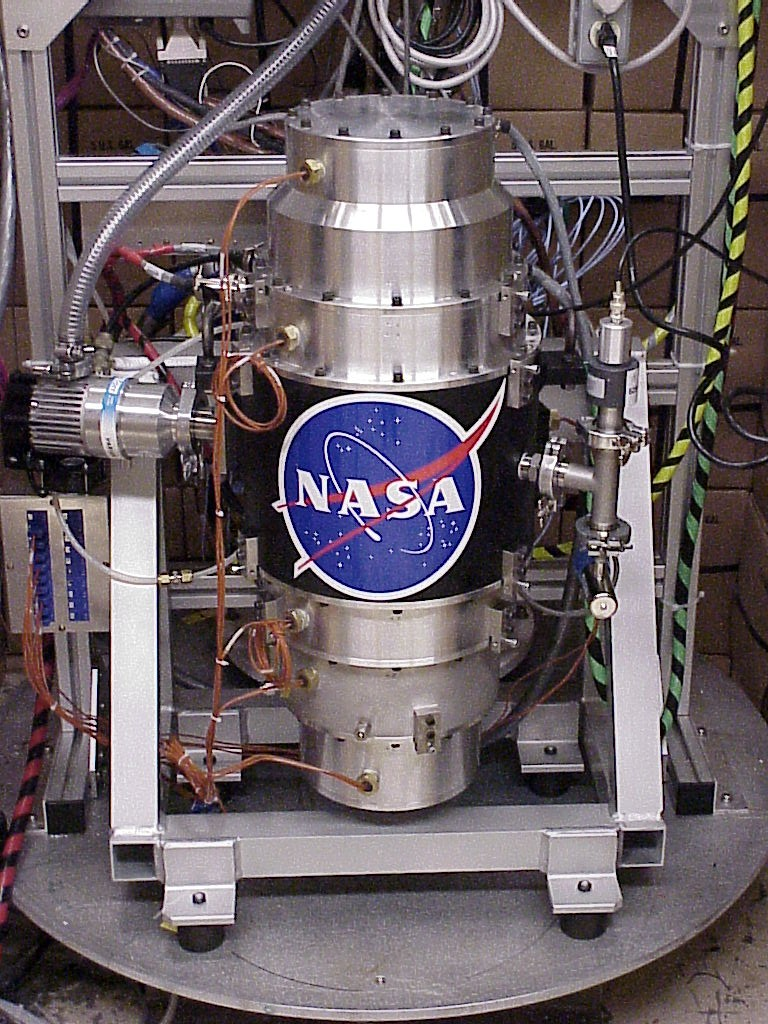
NASA製造的G2飛輪儲能裝置。

這種儲能方法所依賴的是機械慣性。當電力輸入時，電動機會將重型轉盤加速旋轉。反過來，馬達將充當發電機，將圓盤減速並產生電力。電能被儲存為轉盤的動能。必須將摩擦力保持在最低限度以延長儲存時間。通常是將飛輪放置在真空中，並使用磁力軸承以達成，但往往此法價格昂貴。飛輪速度越大，儲能容量越大，但需要堅固的材料（例如鋼或複合材料）來抵抗離心力。此法不適合一般電力系統應用。而可能最適於鐵路電力系統的負載平衡應用，以及提高再生能源系統（例如愛爾蘭的20百萬瓦系統）的電力品質。
使用飛輪儲能是那些在很短的時間內需要非常高功率的突發應用，例如托卡馬克（用於核融合的環磁機）和雷射實驗。
飛輪儲能機目前也以柴油機不間斷電源的形式使用，為不間斷電源系統（例如大型資料中心中）提供資料傳輸過程中所需的電力- 即相對少量的主電源斷電和備用電源（例如柴油發電機）啟動之前的極短時間內所需。
這個解決方案已在亞速爾群島中的Graciosa及Flores兩個島嶼實施。該系統使用18百萬瓦/秒功率的飛輪來改善電能品質，而增加使用再生能源。這些系統被設計用來平順電力供應的瞬態波動，而無法用於應付超過幾天的停電。
澳洲的Powercorp公司持續在開發使用風力發電機、飛輪和低負載柴油機 (LLD) 技術的應用，盡力提高小型電網的風力發電量。安裝在西澳大利亞州珊瑚灣的系統使用風力發電機以及飛輪控制系統和LLD。飛輪技術使風力發電機有時能夠提供珊瑚灣95%的能源供應，年總風能發電滲透率達到45%。

### 氫
氢正被開發為一種電能儲存介質——先產生氫氣，然後壓縮或液化，低溫儲存在-252.882°C狀態，然後轉換回電能或熱量。氫可用作可攜式（車輛）或固定式發電的燃料。氫的優點（相較於抽水蓄能和電池）在於它是一種高能量密度燃料。就資本支出而言，由水力發電的電力，將水分解出的绿氢是一種比抽水蓄能發電或電池更經濟，長期再生能源儲存方式。
氫氣可運用蒸汽將天然氣重整，或將水電解成氫氣和氧氣來產生（參見氫氣生產）。重整天然氣會產生副產品二氧化碳。高溫電解和高壓電解可提高氫氣生產效率。然後在內燃機或燃料電池中將氫轉換為電能。
在儲氫中，從交流電到交流電的轉換效率被證明約為20%至45%，因此有經濟上的限制。購電和售電之間的價格比率必須至少與效率成正比才能在經濟上可行。氫燃料電池可快速響應，以糾正電力需求或供應的快速波動並調節頻率。氫氣能否利用既有的天然氣基礎設施取決於管線材料、接頭標準和儲存槽的承受壓力程度。
儲氫所需的設備有電解裝置、氫氣壓縮機或液化器以及儲存槽。
生物氫（利用生物質生產氫氣）是一種正在研究中的方式。
微型熱電聯產（microCHP）可使用氫氣作為燃料。
一些核電廠有可能從與氫氣生產的共生中受益。高溫（950至1,000°C）氣冷第四代核反應爐具有利用硫-碘循環中的核熱，透過熱化學方式從水電解氫氣的潛力。第一個商業反應爐預計將於2030年建成。
於加拿大紐芬蘭-拉布拉多省的一個偏遠社區拉米亞（Ramea）在2007年啟動一項使用風力發電機和氫氣製造機的社區試點計畫。挪威小島市烏齊拉 (Utsira) 從2004年起即持續進行類似的計畫。

#### 地下儲氫
所謂地下儲氫是在洞穴、鹽丘內和枯竭油氣田儲存氫的做法。英國帝國化學工業公司 (ICI) 已在洞穴中儲存大量氣態氫多年，尚未遇到任何困難。一項歐洲名為Hyunder的計畫於2013年表示，為儲存風能和太陽能產生的的電力，因為抽水蓄能和壓縮空氣儲能系統容量不足，需要額外尋覓85個洞穴使用。

#### 電力轉燃氣
電力轉燃氣是將電能轉化為氣體燃料的技術。有兩種方法，第一種利用電力進行水分解，並將產生的氫氣注入天然氣管道網絡。第二種方法（效率較低）是利用電解和薩巴捷反應將二氧化碳和水轉化為甲烷（參見天然氣）。風力發電機或太陽能光電模組產生的多餘電力或非高峰電力可經此利用而達負載平衡。燃料電池製造商Hydrogenics和天然氣分銷商Enbridge聯手在加拿大利用現有的天然系統供氫氣使用，開發這樣的電力轉天然氣系統。
所謂氫氣管道儲存指的是使用天然氣網路儲存氫氣。德國天然氣網路在改用天然氣之前係供城市煤氣使用，這類氣體大部分成分是氫氣。德國天然氣管網的儲存能力超過200,000吉瓦時，足以滿足幾個月的能源需求。而德國所有抽水蓄能電站的裝置容量僅40吉瓦時左右。透過天然氣網路傳輸能量的損失 (<0.1%) 比電力網路 (8%) 少得多歐洲執行委員會之下的整合專案NaturalHy正研究利用現有天然氣管道儲存氫氣。

#### 將電力轉為氨的概念
此概念提供一種無碳能源儲存的方式。當低碳電力生產過剩時，可用來製造氨燃料。先用電力將水分解成氫氣和氧氣，然後使用高溫和高壓將空氣中的氮氣與氫氣結合而產生氨。液體氨與丙烷類似，氨與單獨的氫氣不同，後者很難在壓力下以氣體形式儲存，也很難低溫液化，在-253°C下儲存。
儲存的氨可用作運輸和發電的內燃機燃料，或用於燃料電池，與天然氣相同。一個標準60,000立方米液氨罐含有約211吉瓦時（GWh）的能量，相當於大約30座風力發電機機的年發電量。氨是乾淨能源：燃燒後釋放水和氮氣，並不釋放二氧化碳，幾乎不釋放氮氧化物。氨除作為能源載體之外另有多種用途 - 生產許多化學物質，最常見的是肥料。鑑於這種靈活性，以及其安全運輸、分配和使用的基礎設施已經存在，使得氨成為未來一種大規模、非碳能源載體的良好候選者。

### 水力發電

#### 抽水蓄能發電

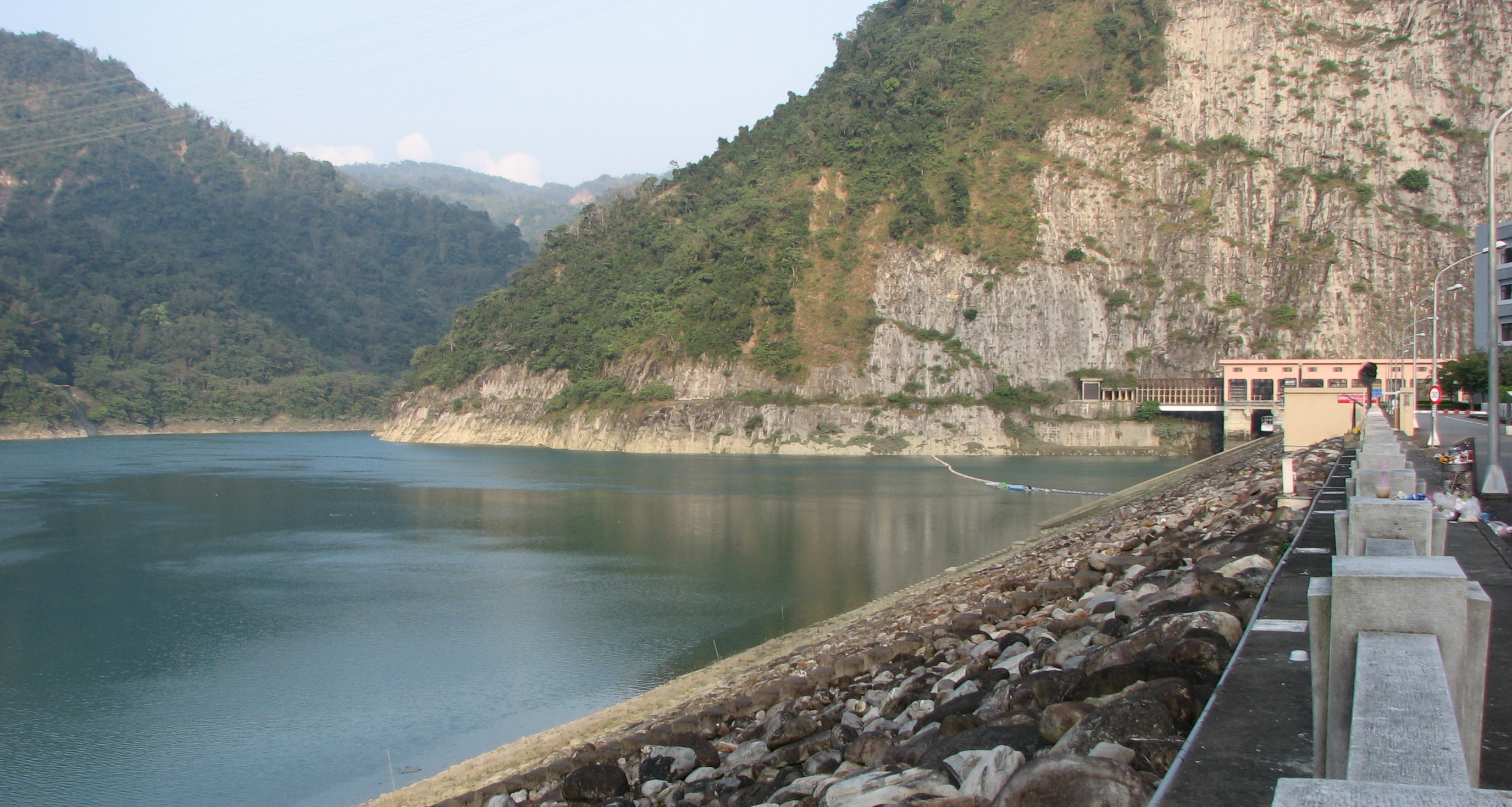
位於台灣南投縣的明潭發電廠抽蓄機組。

全球抽水蓄能發電裝置容量於2008年為104吉瓦，而有其他來源聲稱為127吉瓦，這種儲能方式佔所有電網儲能中的絕大多數 - 其他類型的總和僅為約數百百萬瓦。
許多地方使用抽水蓄能水力發電以平衡日常發電負荷 - 在非尖峰時段和週末，利用煤炭或核能的多餘基本負載容量將水抽送到高處的蓄水庫。這種儲能方式通常在負載高峰時段能快速滿足瞬時高峰需求。抽水蓄能可將消耗能源中約70%至85%回收，是目前最具成本效益的大型電力儲存形式。抽水蓄能的主要問題是它通常需要附近有兩個高度不同的水庫，且需大筆資本支出。
抽蓄發電系統具有高度可調度性，能快速上線（通常在15秒內），使得這些系統能夠非常有效調節消費者電力需求的變化。全球運轉中的抽水蓄能發電裝置容量超過90吉瓦，約佔全球瞬時發電量的3%。抽水蓄能系統，例如位於英國威爾斯的蒂諾威格發電站，具有五到六個小時的發電能力，可用來平順電力的變化。
另一例是中國浙江省的天荒坪抽水蓄能電站（裝置容量1,836百萬瓦），水庫容量為800萬立方公尺，垂直距離為600米（1,970英尺） 。水庫可提供約13吉瓦時的重力位能（其中約80%可轉為電能），約佔中國日常用電量的2%。
一個利用抽水蓄能的新概念是將風能或太陽能產生的電力用來抽水。風力發電機或太陽能光電模組直接驅動水泵或可使這一過程更為有效，但效果有限 - 風能和太陽能發電僅在有風之日，或日間才能發揮作用。 於2013年發表的一項研究顯示住戶屋頂太陽能熱水器與現有抽水蓄能設施結合，可取代福島第一核電廠損失的核能發電量。

#### 水力發電大壩

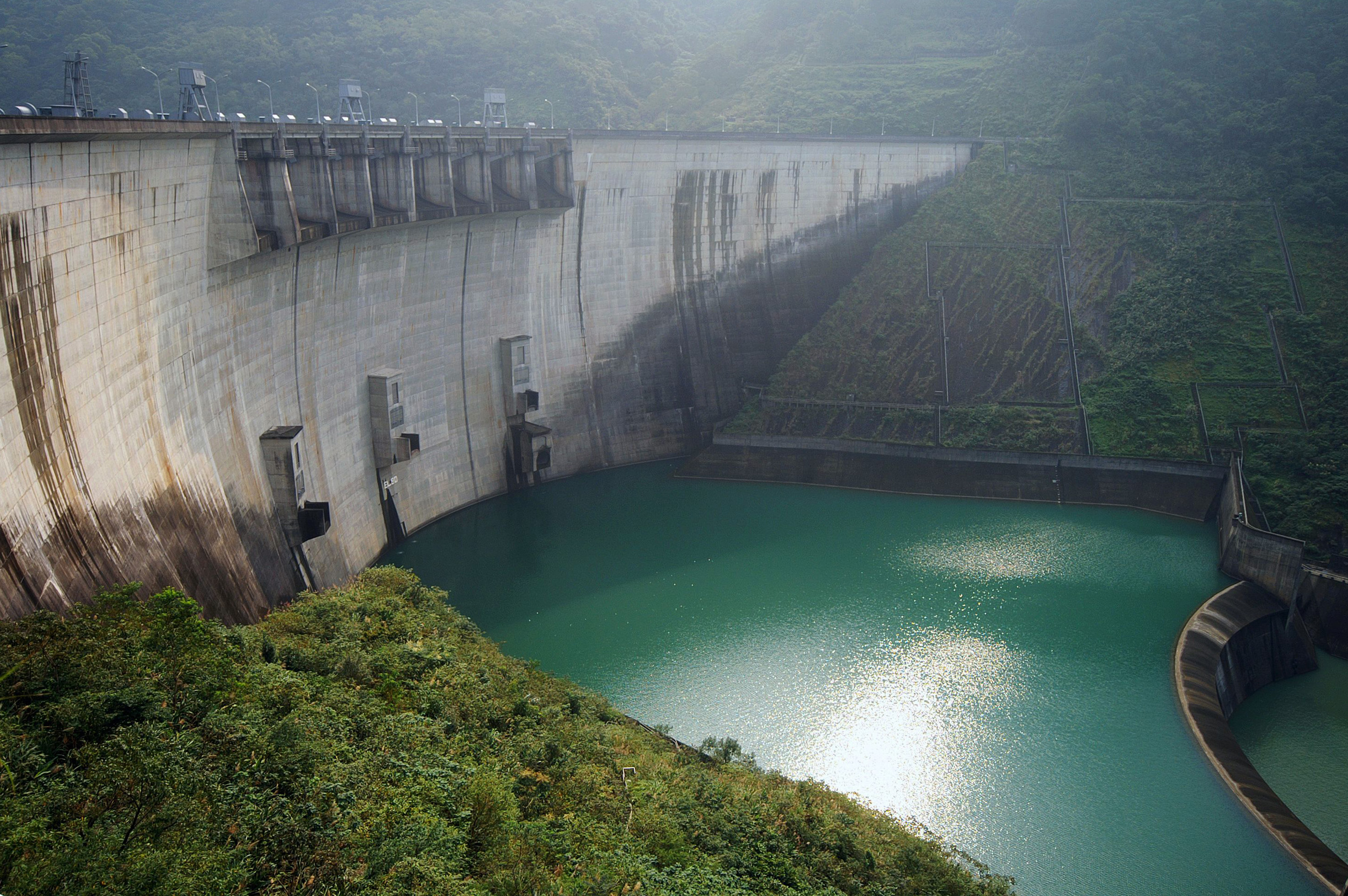
位於台灣新北市的翡翠水壩。

具有大型水庫的水力發電大壩也可在需求高峰時提供尖峰負載發電。在需求低的時期，水儲存在水庫中，到需求高時才放水發電。淨效應與抽水蓄能相同，但沒有抽水所需的電力。發電廠根據水庫容量，可提供每日、每週或季節性負荷追蹤。
許多現存的水力發電大壩相當古老（例如胡佛水壩建於1930年代），其設計比新型間歇性能源如風能和太陽能發電早了幾十年。最初建造用於提供基本負載電力的水力發電大壩將根據進入水庫的平均水流量來確定發電機的大小。增建額外的發電機可讓這樣的大壩增加峰值功率輸出能力，而增加其作為虛擬電網儲能單元運作的能力。美國墾務局報告稱將現有水壩升級，投資成本為每千瓦容量69美元，相較之下，燃油尖峰負載發電機每千瓦容量的投資成本超過400美元。雖然升級後的水力發電大壩不會直接儲存別種發電機組的多餘發電量，但它的行為等效於在別種發電機組的高輸出期間累積自己的燃料（將流入的河水儲存）。升級後的大壩充當虛擬電網儲存單元，是最有效的能源儲存形式之一，因為它沒抽水損耗（抽水消耗的電力），所損失的是水庫中增加的蒸發和洩漏數量。
大型水庫的大壩可透過控制河流流量以及提高或降低水位幾公尺來儲存和釋放相應大量的能量。水庫排放通常受到政府監管的水權的約束，以控制對河流下游的影響。例如在某些電網，基本負載發電廠中的火力發電廠、核能發電廠或風力發電機已在夜間產生過剩電力，無論是否發電，水壩仍需要釋放足夠的水以維持河流水位。反過來，尖峰發電容量則有限制，如果超過，可能會導致河流每天氾濫幾個小時。

### 超導磁儲能
超導磁儲能（SMES）利用超導線圈中的直流電所產生的磁場來儲存能量。該線圈經過低溫處理，使其溫度降至低於超導臨界溫度。典型的SMES系統包括三個部分：超導線圈、功率調節系統和低溫製冷機。超導線圈一旦充電，電流就不會衰減，磁能可以無限期儲存。線圈放電後可將儲存的能量釋放回網路。功率調節系統使用逆變器/整流器將交流 (AC) 電源轉換為直流電源或將直流電源轉換回交流電源。逆變器/整流器在每個方向上約有2-3%的能量損失。SMES在儲能過程中損失的電力較其他儲能方式均少。 SMES系統效率高，往返效率大於95%。但其高成本是這種儲能法商業化的主要限制。
SMES在冷卻的能量需求以及能儲存總能量的限制，目前僅用於短期能量儲存。因此最常用於改善電能品質。如果將此用於公用事業，將會用於晝夜儲存設備，在夜間利用基本負載電力充電，於白天釋放，滿足尖峰負載需求。
此儲能方式要實用化，仍有重大的技術挑戰需要克服。

### 熱能
在丹麥，直接大規模儲存電力被認為成本太過昂貴，但該國已大量使用現有的挪威水力發電。相反的，利用現有的連接區域供暖系統的熱水儲存槽，通過電極加熱或熱泵加热則被視為更可行的方法。 儲存的熱量然通過區域供暖管道輸送到住宅。
熔鹽可用來儲存太陽熱能塔收集的熱量，以便在惡劣天氣或夜間用於發電。
可將建築物供暖和製冷系統透過熱能儲存在大型或是專用儲熱罐中。這種熱儲存可在非尖峰時段增加能耗（升高儲能）並在電力高價的尖峰時段降低能耗（將儲能釋放）來提供負載轉移，甚至更複雜的輔助服務。例如可利用非高峰電力來製冰，然後儲存。儲存的冰可用於建築物的空氣調節。其他的如儲存的冰用於冷卻燃氣渦輪發電機的進氣，提高峰值發電能力和峰值效率。
抽熱蓄熱電力儲能系統（ pumped-heat electricity storage）使用高度可逆的熱機/熱泵在兩個儲存容器之間泵送熱量，加熱一個並冷卻另一個。正在開發該系統的英國工程公司Isentropic聲稱潛在的電力輸入到電力輸出往返效率可達72-80%。
卡諾電池可將電能儲存在熱量中，並透過熱力學循環將儲存的熱量轉換回電能。最近許多研究項目對此概念進行調查和發展。此類系統的優點之一是大規模和長期儲熱的成本可能比其他儲存技術低得多。

### 固體質量重力位能儲存
方案中有將較大的固體質量往上移動來儲存能量。這可在舊礦井內或在專門建造的塔中實現，重物被絞起，經受控下降時以釋放能量。所謂軌道儲能是將承載巨大重量的軌道車在一段傾斜的軌道上下移動，以儲存或釋放能量，在廢棄油井的做法則為將重物在深井中升高或降低來達到儲能或釋能的目的。 

## 經濟學
均化儲能成本在很大程度上取決於儲存類型和目的 - 如亞秒級電源頻率調節、分鐘/小時峰值發電廠或日/週級季節儲存。
據報使用電池儲存的均化成本為每百萬瓦時120美元至170美元。而截至2020年，開放式燃氣渦輪機的均化成本約為每百萬瓦時151-198美元。
一般來說，當電力的邊際成本變化大於儲存和釋放能量的成本加上過程中損失的能量的價格總和時，此種能量儲存即為符合經濟。例如假設抽水蓄能水庫在考慮所有損失（水庫蒸發和滲漏、效率損失等）後，能夠產生1,200百萬瓦時的水量。如果非尖峰時段電力的邊際成本為每百萬瓦時15美元，且水庫以75%的效率運作（即消耗1,500百萬瓦時，並回收1,200百萬瓦時），填充水庫的費用為22,500美元。如果所有儲存的能源在第二天高峰時段以平均每百萬瓦時40美元的價格出售，那麼水庫當天的收入將為48,000美元，有25,500美元的毛利。
然而由於不同類型發電機的運作和燃料成本，電力的邊際成本也有所不同。在一種極端情況下，燃煤電廠和核電廠等基本負載發電廠是邊際成本較低的發電方式，因為它們的資本和維護成本較高，但燃料成本較低。在另一個極端，尖峰承載發電廠（例如天然氣發電廠）燃燒昂貴的燃料，但建造、營運和維護成本較低。為能最大限度降低發電的總運營成本，大部分時間都會調度基本負載發電機，而僅在必要時（通常是在能源需求達到峰值時）才調度尖峰承載發電機。這就是所謂的"經濟調度"。
世界各地電網的電力需求在一天之中和不同季節中均會不同。在大多數情況下，此種需求變化是經由改變一次能源供應的電能來滿足。然而已有越來越多營運商儲存夜間產生的低成本能源，然後在白天的尖峰時段將其釋放回電網，並收取較高的電費。在有水力發電大壩的地區，可將發電延後到需求更大之時。這種儲能形式很常見，可利用現有水庫達成。這並不是"剩餘"而被儲存的電力，但淨效應該相同，而且沒效率損失。風能和太陽能等產量會變動的再生能源往往會增加電力負載的淨變化，而增加裝置電網儲能設施的機會。
為未使用的電力尋找替代市場可能比嘗試儲存電力更為經濟。高壓直流輸電每傳輸1,000公里僅發生3%的損失。
在美國能源部的國際儲能資料庫（International Energy Storage Database ）可查詢到全美的電網儲能項目列表，其中許多項目包含有資金來源和金額的資訊。

### 負載平衡
消費者和工業對電力的需求不斷變化，大致可歸為以下幾種類別：
- 季節性（在黑暗的冬季，需要更多的電力以供照明和取暖，而在炎熱的天氣會增加對空調的需求）
- 每週（大多數行業在週末休息，電力需求會降低）
- 每日（如早上當辦公室開始運作、空調開啟所產生的高峰需求）
- 每小時（英國的電視收視率可通過以下方式估算： 每小時監測廣告時段或節目結束後觀眾起身燒水時出現的電力峰值 。[123]）
- 瞬態（因個人行為、電力傳輸效率差異等小因素所造成的波動）

目前因應需求變化的三種主要辦法為：
- 電氣設備通常具有所需的工作電壓範圍，通常為 110–120伏特（V） 或220–240伏特。系統電壓的些微變化可經輕微的負載變化自動調節。
- 發電廠可在低於正常輸出的情況下運行，而可幾乎立即增加發電量。這被稱為"運載備用（spinning reserve）"。
- 額外的發電機可隨即上線，通常這些是水力發電或燃氣渦輪機，在幾分鐘內即可啟動。

備用燃氣渦輪機的問題是成本較高，昂貴的發電設備大部分時間都處於閒置狀態。運載備用也有代價 - 低於最大輸出運作的工廠通常效率較低。電網儲能將發電從尖峰時段轉移到非尖峰時段。發電廠能在夜間和週末以最高效率運作。
供需平衡策略（及電網儲能）的目的在降低供應尖峰電力的成本，或補償風能和太陽能的間歇性問題。

### 可攜性
這是目前儲能技術發展最為成功的領域。一次性電池和可充電電池無處不在，為數位手錶和汽車等各種設備提供電力。然而，電池技術的進步通常很緩慢，消費者認為電池儲存能力的進步在很大程度上歸功於高效的電源管理，而非儲存容量的增加。可攜式消費性電子產品極大地受益於摩爾定律帶來的尺寸和功耗兩方面的減少。但摩爾定律並不適用於運送人和貨物。交通運輸的基本能源需求仍遠高於資訊和娛樂應用。隨著於汽車、卡車、巴士、火車、船舶和飛機中以電池取代內燃機的壓力越來越大，電池容量已成為一個問題。這些用途需要更高的能量密度（給定體積或重量中儲存的能量）。液態碳氫化合物燃料（例如汽油/汽油和柴油）以及醇類（甲醇、乙醇和丁醇）和脂類（純植物油、生質柴油）具有比電池更高的能量密度。
有一些合成途徑可利用電力將二氧化碳和水還原為液態碳氫化合物或酒精燃料。這些途徑首先電解水產生氫氣，然後利用產生的氫氣與過量的二氧化碳進行反應，該反應是水-煤氣轉移反應的變體。二氧化碳的非化石來源有發酵廠和污水處理廠。將電能轉換為碳基液體燃料有可能提供可攜式能量存儲，可供現在既有大量機動車輛和其他內燃機驅動設備使用，而不會遇到處理氫或其他外來能源載體的困難。這些合成途徑可能會引起關注，因此法或能改善原本依賴進口石油但擁有或可開發大量再生能源或核能發電的國家的能源安全，以及應對未來可用石油供應將會下降的問題。
石油在運輸領域的利用效率確實不高（石油發動機通常只能將燃油能量的一部分轉化為有用功率，其餘部分則以熱的形式散失）。電動載具的能量轉化效率通常比燃油載具更高。但大規模以後者取代前者並非易事 - 涉及的有電池技術、充點基礎設施建設及電網容量等領域的改進。

## 延伸閱讀
- Baxter, Richard. . PennWell Books. 2006. ISBN 978-1-59370-027-0.

## 外部連結
- UK Government report on the Benefits of long-duration electricity storage (Aug 2022) （页面存档备份，存于）
- A large grid-connected nickel-cadmium battery （页面存档备份，存于）
- Stationary Energy Storage…Key to the Renewable Grid （页面存档备份，存于）
- Electricity Storage FactBook